# Ель-Алькорас
Ель-Алькорас — футбольний стадіон в місті Уеска, Іспанія, що належить клубу «Сосьєдад Депортіва Уеска».

## Назва стадіону
Стадіон назвали на честь битви при Сан-Хорхе, що відбулася неподалік від нього близько 1096 року. Він розташований біля пагорба Сан-Хорхе.

## Історія

### Перші роки
Під час сезону 1971–1972 Третій дивізіон Іспанії був реорганізований, утворилось чотири групи, в одній з яких Сосьєдад Депортіва Уеска брав участь разом з командами з категорії Реал Вальядолід, Осасуна, Саламанка або Тенерифе, що викликало необхідність побудови нового футбольного поля для команди. Це буде третє поле для Уески після Ла Кабаньєри та Сан Хорхе.
Таким чином, 16 січня 1972 року Ель-Алькорас був урочисто відкритий. Дощ і холод не завадили притоку публіки з Уески, щоб побачити дербі, яке SD Huesca зіграла проти Deportivo Aragón, дочірньої компанії Real Saragoza. Після благословення парафіяльного священника та стартового удару президента Хосе Марії Мура Коронаса пролунали вітання та перша перемога «Барси» з рахунком 2-1.
На стадіоні «Ель-Алькорас» були історичні моменти для SD Huesca, такі як фінал Чемпіонату Іспанії серед аматорів 1974 року, в якому команда перемогла «Депортіво Арагон» з рахунком 3-0.

### Модернізація
У 2000-х роках почалися різні процеси з модернізації стадіону. Жителі Уески мали змогу насолодитися офіційним матчем між національними командами, зокрема матчем між збірною Іспанії з футболу до 21 року проти Греції, матчем кваліфікаційної ліги до Кубку Європи серед молоді до 21 року.
У 2010-х роках, коли стадіон був реконструйований завдяки зростанню клубу, оскільки він став сильною командою Другого дивізіону B, після свого дебюту у Другому дивізіоні в 2008 році.

### Стадіон Першого дивізіону
Після історичного переходу SD Huesca до Першого дивізіону Іспанії в 2018 році було проведено проєкт, у якому кількість місць буде збільшено з 5500 до 7638.
У сезоні 2020—2021 рр. продовжується розширення загальної трибуни, що дозволило збільшити місткість стадіону на 1490 місць, досягнувши загальної кількості 9128 місць.